# Stalinism

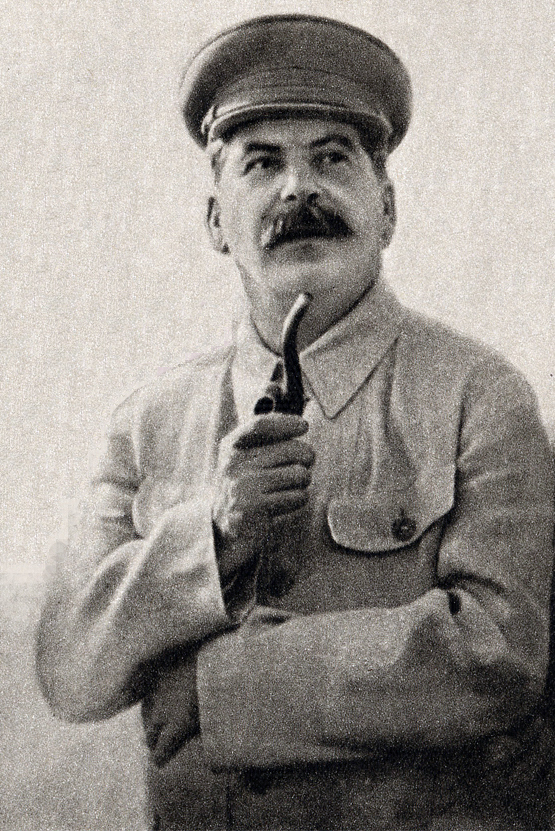
Josef Stalin – stalinismens upphovsman.

Stalinism är en benämning på den tolkning av kommunistisk ideologi och praktik som tillämpades i Sovjetunionen under Josef Stalins ledning 1924–1953. Den kännetecknas bland annat av ett totalitärt samhällssystem styrt av kommunistpartiets ledning, planekonomi och teorin om socialism i ett land. För en redogörelse för hur detta tillämpades i Stalins Sovjetunionen, se artikeln Josef Stalin.
Begreppet stalinism myntades av Lazar Kaganovitj, Stalins ställföreträdare under början av 1930-talet. Stalin själv presenterade vanligtvis sin politik som marxism-leninism. Denna tolkning av Karl Marx och Vladimir Lenins teorier formulerades av det sovjetiska kommunistpartiet under Stalins ledning. Vissa av dess grundteser, till exempel synen på partiets ledande ställning, bygger direkt på Lenin men som helhet är marxism-leninismen en produkt av den så kallade generallinjen i Stalintidens Sovjetunionen. Många av stalismens idéer är sammanfattade i det officiella historieverket Sovjetunionens kommunistiska partis historia: kortfattad kurs, som fick enorm spridning efter 1938.
Efter andra världskrigets slut infördes det stalinistiska politiska systemet i de länder som lades inom Sovjetunionenes intressesfär (östblocket). Bland de viktiga ledarna där fanns  Valko Chervenkov (Bulgarien), Ana Paulker och Gheorghe Ghorghiu Dej (Rumänien), Mátyás Rákosi (Ungern), Klement Gottwald (Tjeckoslovakien), Bolesław Bierut (Polen) och Enver Hoxha (Albanien).
Efter Stalins död påbörjade de sovjetiska ledarna ett avståndstagande från vissa delar av Stalintidens politik. Som ideologi och politisk doktrin har Stalins tolkning av marxism-leninismen levt kvar som en strömning inom kommunismen. De som ser Stalin som en viktig ledare och teoretiker kallar sig oftast marxist-leninister och har  sällan använt termen stalinism. Termen stalinism har i stället främst använts av personer och grupper som tar avstånd från Stalin. Vissa av kritikerna ser stalinismen som ett uttryck för kommunismens sanna väsen, medan andra tar avstånd från Stalin till förmån för andra tolkningar av Marx och/eller Lenin.